# Don’t Mess with Bill
Don’t Mess with Bill (deutsch Leg dich nicht mit Bill an) ist ein kanadisch-US-amerikanischer Dokumentar-Kurzfilm von 1980, der von John Watson und Pen Densham produziert wurde und für einen Oscar nominiert war.

## Inhalt
Im Film wird der zu diesem Zeitpunkt 84-jährige Bill Underwood gezeigt, der um 1945 die kanadische Kampfkunst „Defendo“, ein Selbstverteidigungssystem, erschaffen hat. Der Name „Defendo“ geht auf Underwoods Tochter Pat zurück, die ihn kreierte, als Underwood in den USA zu Gast war, um die United States Army Rangers und das FBI für den Einsatz im unbewaffneten Kampf auszubilden. „Defendo“ geht aus dem „Combato“-System hervor, das von Underwood nach dem Zweiten Weltkrieg als zu aggressiv eingestuft wurde, woraufhin er es modifizierte. Seine Tochter schlug ihm dann den neuen Namen „Defendo“ vor. Underwood unterrichtete sein neu entwickeltes Selbstverteidigungssysten unter dem Namen „Defendo“ von 1945 bis 1950 in Kanada und in den USA. Im Jahr 1950 sicherte er sich das Copyright für den Namen „Defendo“. Ab 1950 bis 1969 reiste Underwood durch Kanada, die Vereinigten Staaten und Großbritannien und unterrichtete dort sein System. Sein Buch trägt den urheberrechtlich geschützten Titel Defendo, Occidental System of Self-Protection.

## Produktionsnotizen, Hintergrund
Der Film wurde von Insight Productions produziert.
Bill Underwood (1896–1986) war Kanadas bester unbewaffneter Kampflehrer im Zweiten Weltkrieg. Er war es, der mit seinem als „Combato“ (1910) bekannten System die Grundlage für den unbewaffneten Kampf der kanadischen Streitkräfte schuf. Sein als „Defendo“ (1945) bekanntes System wurde zur Grundlage für viele kanadische und amerikanische Strafverfolgungsbehörden.

## Auszeichnung
- Oscarverleihung 1981[2]
  - Oscarnominierung für Pen Densham und John Watson für und mit diesem Film in der Kategorie „Bester Dokumentar-Kurzfilm“. Ausgezeichnet wurden jedoch Roland Hallé und Peter W. Ladue und ihr Film Karl Hess: Toward Liberty, der das Leben des US-amerikanischen Autors, Philosophen und politischen Aktivisten Karl Hess beschreibt.